# Dick Kelsey
Pour les articles homonymes, voir Kelsey.
Richmond "Dick" Kelsey (3 mai 1905, Comté de San Diego – 3 mai 1987, Camarillo, Californie) était un directeur artistique dans l'animation, concepteur de parc à thèmes et illustrateur de livres pour enfants américain.
Durant les années 1940 et 1950, il travaille pour les studios Disney sur les longs métrages d'animation puis sur la conception de Disneyland en 1955.
En 1957, il est engagé par la société Marco Engineering de Cornelius Vanderbilt Wood pour aider à la conception du parc Magic Mountain de Golden (Colorado).
Il est plus tard retourné travailler aux studios Disney où il est devenu le mentor de Ron Dias.

## Filmographie
- 1940 : Pinocchio, directeur artistique
- 1940 : Fantasia séquence "Le Sacre du Printemps", directeur artistique
- 1941 : Dumbo, directeur artistique
- 1942 : Bambi, directeur artistique
- 1946 : La Boîte à musique, scénario
- 1948 : Mélodie Cocktail
- 1948 : Danny, le petit mouton noir, département artistique
- 1951 : Alice au pays des merveilles, scénario
- 1971 : L'Apprentie sorcière

## Architecture
- 1955 : Disneyland, assistant designer
- 1957 : Magic Mountain, directeur artistique